# ماري فيلدز هال
ماري فيلدز هال (بالإنجليزية: Mary Fields Hall)‏ هي ضابطة وممرضة أمريكية، ولدت في 1934 في بنسيلفانيا في الولايات المتحدة.